# Tripsinogeno
Il tripsinogeno è la forma precursore o zimogeno della tripsina, un enzima digestivo. Prodotto dal pancreas, si trova nel succo pancreatico, insieme all'amilasi, alla lipasi e al chimotripsinogeno. È attivato dall' enteropeptidasi, che si trova nella mucosa intestinale, per formare la tripsina. Una volta attivata, la tripsina può attivare il tripsinogeno in tripsina. La tripsina spezza il legame peptidico sul lato carbossilico degli aminoacidi basici come arginina e lisina.
È prodotto dal pancreas e viene quindi secreto nell'intestino tenue dove viene attivato e trasformato in tripsina per mezzo di un taglio proteolitico operato dalle enteropeptidasi, proteine integrali di membrana della mucosa duodenale. La tripsina risultante, con lo stesso meccanismo di taglio proteolitico, è in grado di attivare altre molecole di tripsinogeno. Questo meccanismo di attivazione è comune a molte serin proteasi, ed è utile a prevenire l'autodigestione nel pancreas.

## Patologie correlate
Alte concentrazioni di tripsinogeno nel siero sanguigno sono riscontrate in caso di pancreatite acuta e di fibrosi cistica.
La pancreatite può essere il risultato di un'attivazione inappropriata del tripsinogeno nel pancreas. Alcuni tipi di pancreatite possono essere associati a forme mutanti di tripsinogeno. Una mutazione in posizione 117 dell'arginina , un sito sensibile alla tripsina, nel tripsinogeno cationico è stata implicata nella pancreatite ereditaria, una rara forma di disturbo genetico ad esordio precoce. L'arg 117 può essere un meccanismo a prova di fallimento mediante il quale la tripsina, se attivata all'interno del pancreas, può inattivarsi e la perdita di questo sito di scissione comporterebbe una perdita di controllo e consentire l'autodigestione con conseguente pancreatite.